# Тімоті Аббот Конрад
Тімоті Аббот Конрад (англ. Timothy Abbott Conrad; 1803-1877) — американський геолог, палеонтолог, малаколог.
Спеціалізувався на вивченні сучасних молюсків США та викопних молюсків крейдового та третинного періодів. У 1831 році вийшла його праця «Американська морська конхологія» (American Marine Conchology). Наступного року опублікував «Викопні черепашки третинних формацій США» (Fossil shells of the tertiary formations of the United States). З 1835 по 1847 роки видав 12-томну «Монографію родини Unionoidae» (Monography of the Unionoidae of the United States). Він служив палеонтологом Нью-Йоркської геологічної служби з 1838 по 1841 рік і писав щорічні доповіді про палеонтологічні відкриття. Публікував статті у журналах «American Journal of Science» та «the Journal of the Philadelphia Academy of Science».